# Methanium
Das Methanium ist Teil eines Vorschlags zur Neugliederung des Präkambriums. Gemäß diesem Vorschlag ist es die erste Periode des Neoarchaikums und die fünfte und vorletzte Periode des Archaikums.
Das Methanium folgt auf die Periode des Pongolums und wird von der Periode des Sideriums abgelöst. Es dauerte nach diesem Vorschlag 150 Millionen Jahre und erstreckt sich über den Zeitraum vor 2780 bis 2630 Millionen Jahren.

## Etymologie
Die Bezeichnung Methanium, Englisch Methanian, ist vom Treibhausgas Methan abgeleitet. Das Wort Methan stammt seinerseits von Methyl – eine Zusammensetzung des Griechischen μέθυ (méthu mit der Bedeutung „Wein“) und ὕλη (húlē mit der Bedeutung „Holz, Stoff“) Die Bezeichnung wurde gewählt, da sich in dieser Periode die methanotrophen Bakterien stark vermehrt hatten.

## Neudefinition der Perioden des Präkambriums
Im Zuge des Abrückens von empirisch durch radiometrische Datierungen ermittelten, in Form von GSSAs definierten Periodengrenzen, soll das GSSP-Prinzip so weit wie möglich auch im Präkambrium angewendet werden. Die Perioden sollen somit primär anhand konkreter geologischer Marker in einem Referenzprofil definiert werden statt anhand eines absoluten Alters.
Das Methanium soll zusammen mit dem Siderium das Neoarchaikum (per GSSA 2800 bis 2500 Millionen Jahre vor heute) untergliedern.
Der Vorschlag ist aber bis jetzt (Stand 2022) von der ICS noch nicht aufgegriffen bzw. ratifiziert worden.

## Vorgeschlagene Definition
Die Untergrenze des Methaniums zum Mesoarchaikum bzw. Pongolum wird bei diesem Vorschlag durch einen GSSP an der Unterkante vom Mount Roe Basalt in Westaustralien festgelegt. Der ab 2780 Millionen Jahren BP abgelagerte Mount Roe Basalt gehört zur Fortescue Group und somit zur Mount Bruce Supergroup. Die Obergrenze des Methaniums zum überlagernden Siderium wird ebenfalls durch einen GSSP definiert. Dieser liegt an der Basis der  westaustralischen Marra Mamba Iron Formation, die der Hamersley Group der Mount Bruce Supergroup angehört. Ihre weltweit ersten, riesigen Bändererzvorkommen (engl. Giant BIFs) wurden ab 2630 Millionen Jahren BP sedimentiert.

## Einführung
Ab 2780 Millionen Jahre BP trat der Planet Erde in ein Stadium umwälzender, irreversibler Veränderungen ein. Dieser Reifeprozess transformierte die junge, heiße, sehr rasch konvektierende Erde – die nur kleine, vorwiegend untergetauchte Kontinente aufwies und so gut wie keine Plattentektonik und mit Prokaryoten nur einfache Lebensformen kannte – in einen wesentlich kühleren Erdball. Erstmals entstanden jetzt große, rigide, herausragende, kontinentale Landmassen, Plattentektonik mit einem Superkontinentzyklus setzte ein und das Leben wurde mittels neu entstehender Eukaryoten komplexer.
Die globalen geologischen Veränderungen waren offensichtlich mit chaotischen Auswirkungen in der Biosphäre verknüpft – erkennbar an den allzeit größten, biologisch verursachten, geochemischen Exkursionen (Isotopenexkursionen) sowie an der Entstehung bedeutender Erzlagerstätten – darunter riesige Ablagerungen von Bändererzen ab dem Siderium.
Diese Periode absoluter Instabilität sollte bis zum Beginn des Oxygeniums um 2420 Millionen Jahre BP andauern.

## Bedeutung

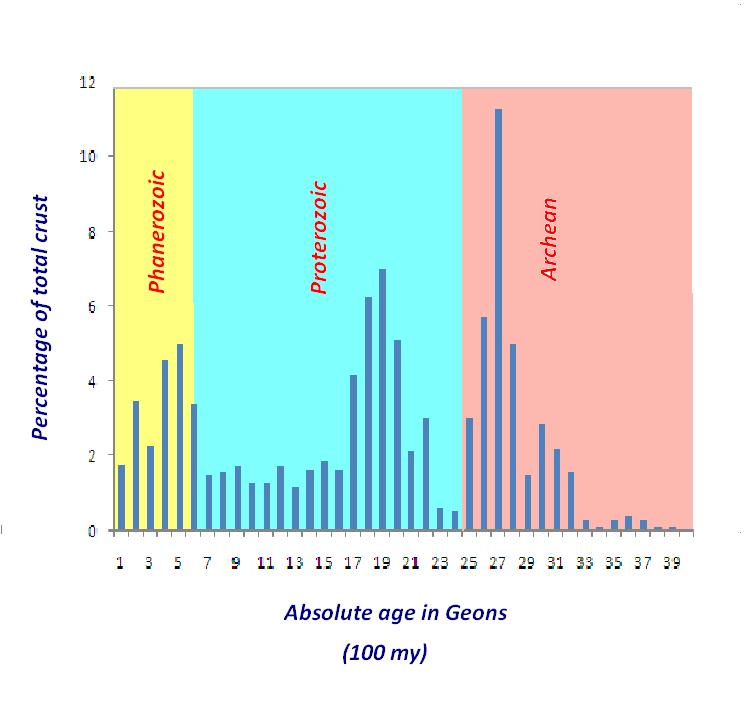
Die Krustenneubildungsalter zeigen nach Condie (2006) ein eindeutiges Maximum während des Methaniums (Geon 27)

Mit dem erstmaligen Auftreten von Flutbasalten an der Untergrenze des Methaniums begann ein in der Erdgeschichte nahezu einmaliger Zyklus magmatischer Aktivität, dessen Höhepunkt anhand der Häufigkeitsverteilung von Zirkonaltern bei 2700 Millionen Jahren BP zu liegen kam. Folglich hatte sich ein enormes Krustenwachstum ereignet, welches von Taylor und McLennan (1985) auf rund 40 % des heutigen Krustenbestandes eingeschätzt wird. Im Verlauf des Methaniums soll sich ihnen zufolge die Erdkruste ausgehend von 30 % des heutigen Werts bei 2700 Millionen Jahren BP auf 70 % bei 2500 Millionen Jahren BP ausgedehnt haben. Endresultat dieser Entwicklung dürfte die Bildung eines oder mehrerer Superkontinente gewesen sein (Superia, Kenorland und/oder Sclavia).
Bedingt durch den gestiegenen Vulkanismus dieses so genannten spätarchaischen Superereignisses (engl. Late Archean superevent) wurde u. a. auch verstärkt Methan in die Erdatmosphäre freigesetzt, welche zu diesem Zeitpunkt noch praktisch keinen freien Sauerstoff vorweisen konnte (der Methangehalt betrug zum damaligen Zeitpunkt 1000 ppm, der Sauerstoffgehalt weit weniger als 1 % des heutigen Niveaus).
Die Ursache des enormen Magmatismus ist möglicherweise in einer katastrophalen Umwälzbewegung des Erdmantels (engl. flush instability) zu suchen.
In direktem Zusammenhang mit dem spätarchaischen Superereignis dürfte auch die meist etwas später erfolgende Bildung orogener Goldlagerstätten stehen, die weltweit um 2650 Millionen Jahren BP in Grünsteingürteln mineralisierten. Im Englischen als Global gold event bekannt, entstanden zu dieser Zeit auf mehreren Kratonen riesige Goldvorkommen (engl. Giant gold deposits).

## Vereisungen
Insgesamt 15 Diamiktithorizonte belegen eine Vereisung in dem über 500 Meter mächtigen, rund 2700 Millionen Jahre alten Talya Conglomerate der Vanivilas-Formation im Süden Indiens. Eine zeitgleiche Vereisung wird auch direkt unterhalb des Intrusionsontaktes des Stillwater-Komplexes in Montana dokumentiert.

## Biosphäre
Auf den neugebildeten, ausgedehnten Kontinentalschelfen siedelten sich in dieser Zeit Stromatolithen an und im Intervall 2780 und 2420 Millionen Jahren BP vermehrten sich förmlich explosionsartig Mikroben, darunter insbesondere die methanotrophen Bakterien.
Diese zum Teil chaotischen Veränderungen in der Biosphäre finden ihren Niederschlag in geochemischen Proxys (Stellvertretern), die für das Methanium teils sehr deutliche Anomalien (bzw. Exkursionen) aufweisen.
Charakteristisch sind beispielsweise sehr stark negative δ13C-Werte (bis zu – 15 ‰ VPDB, in organischen Kohlenwasserstoffen sogar bis – 61 ‰ VPDB). Gleichzeitig erreichen Spitzenwerte mit + 4 ‰ VPDB bereits ein etwas höheres Niveau als im vorangegangenen Archaikum. Auch die δ56Fe-Werte sanken sehr deutlich ab, so erreichten Minimalwerte ausgehend von – 1,5 ‰ zu Beginn der Periode schließlich – 3,1 ‰. Ähnlich auch δ34S, dessen Minimalwerte von Werten um 0 ‰ auf – 20 ‰ zurückgingen. Im Gegensatz hierzu erhöhten sich die Δ33S-Werte von 0 ‰ auf + 8 ‰ im jüngeren Abschnitt des Methaniums.
Diese mit einer für das Methanium sehr großen Streubreite versehenen Proxys belegen eindeutig das Ungleichgewicht der damaligen Biosphäre gegenüber geologischen Prozessen sowie die reduzierende Natur der Erdatmosphäre. Erst gegen 2450 Millionen Jahren BP sollte sich mit weiterer Auskühlung der Erde (sinkende Manteltemperaturen, siehe Archaikum-Proterozoikum-Grenze) und allmählichem Sauerstoffanstieg in der Erdatmosphäre ein erneutes Gleichgewicht einstellen.

## Stratigraphie

### Bedeutende Sedimentbecken und geologische Formationen
- Hamersley-Becken in Westaustralien:
  - Fortescue Group – 2780 bis 2630 Millionen Jahre BP mit:
    - Jeerinah Formation – um 2700 Millionen Jahre BP. Enthält Sterane als molekulare Biomarker.
    - Tumbiana Formation – um 2725 bis 2720 Millionen Jahren BP. Führt Stromatolithen und Mikrofossilien.
    - Mount Roe Basalt – ab 2780 Millionen Jahren BP. Enthält Paläobodenhorizonte.
- Dharwar Supergroup im Süden Indiens:
  - Chitrapura Group – 2700 bis 2600 Millionen Jahre BP
    - Ingaldhal-Formation – 2691 bis 2610 Millionen Jahre BP
    - Vanivilas-Formation – um 2700 bis 2691 Millionen Jahre BP

  - Bababudan Group – 2910 bis 2700 Millionen Jahre BP
    - Mundre-Formation/Jagar-Formation – 2718 bis zirka 2700 Millionen Jahre BP
    - Mulaingiri-Formation – um 2720 bis 2718 Millionen Jahre BP
    - Santaveri-Formation und Allampur-Formation – 2848 bis 2747 Millionen Jahre BP
- Yellowknife Supergroup in Kanada – 2700 bis 2600 Millionen Jahre BP
- Ventersdorp Supergroup auf dem Kaapvaal-Kraton in Südafrika – 2740 bis 2690 Millionen Jahre BP
  - Platberg Group – 2709 ± 4 Millionen Jahre BP
  - Flutbasalte  der  Klipriviersberg Group – 2714 ± 8 Millionen Jahre BP
  - Venterspost Conglomerate Formation – 2729 ± 19 Millionen Jahre BP
- Transvaal-Becken in Südafrika – 2670 bis 1900 Millionen Jahre BP
  - Transvaal Supergroup: (2670 bis 2460 Millionen Jahre BP)
  - Wolkberg Group – 2670 Millionen Jahre BP
  - Ghaap Group im Griqualand-West-Gebiet – 2669 ± 5 bis 2450 Millionen Jahre BP
    - Campbellrand Subgroup und Malmani Subgroup – 2650 bis 2500 Millionen Jahre BP
    - Schmidtsdrif Subgroup – 2690 bis 2590 Millionen Jahre BP
      - Vryburg-Formation, korrelierbar mit Black Reef Quartzite Formation – 2642 Millionen Jahre BP
- Östlicher Block des späteren Nordchina-Kratons – 2800 bis 2600 Millionen Jahre BP mit:
  - Taishan Group im westlichen Shandong – 2767 bis 2671 Millionen Jahre BP
    - Shangcaoyu-Formation – um 2671 Millionen Jahre BP
    - Yanlingguan-Formation – 2767 bis 2740 Millionen Jahre BP

  - Upper Anshan Group in Anshan – 2724 bis 2610 Millionen Jahre BP
    - Yingtaoyuan-Formation  und Cigou-Formation – 2724 bis 2660 Millionen Jahre BP
    - Ferner Jiaodong Group im östlichen Shandong, Jiapigou Group im südlichen Jilin, Jianping Group im westlichen Liaoning und Qianxi Group/Zhunhua Group/Dantazi Group/Badaohe Group/Miyun Group im östlichen Hebei

## Lagerstätten

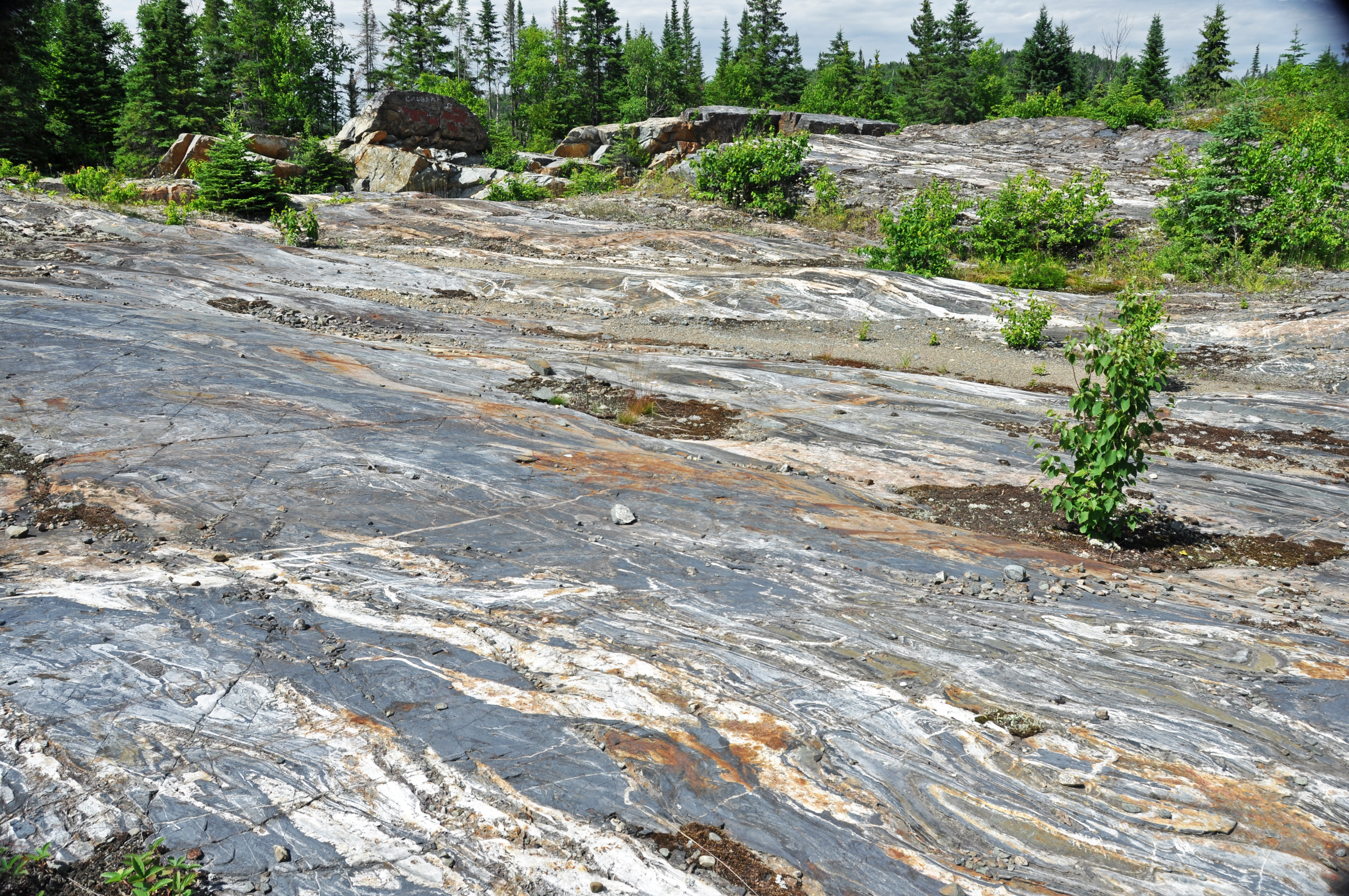
Die Michipicoten Iron Formation bei Wawa in Ontario

- Eisen: Bändererze von Michipicoten (Michipicoten Iron Formation), Kanada – 2744 bis 2696 Millionen Jahre BP
- Gold:
  - Ventersdorp Contact Reef in Südafrika – 2729 ± 19 Millionen Jahre BP
  - Südlicher Abitibi-Grünsteingürtel in Kanada – jünger als 2670 Millionen Jahre BP
    - Lagerstätte McIntyre-Hollinger
    - Lagerstätte Kirkland Lake

  - Eastern Goldfields Province bei Kalgoorlie, Yilgarn-Kraton, Westaustralien – 2640 bis 2600 Millionen Jahre BP
    - Lagerstätte Golden Mile

  - Östlicher Dharwar-Kraton - älter als 2550 Millionen Jahre BP
    - Lagerstätte Kolar

  - Sukumaland-Grünsteingürtel des Tansania-Kratons – jünger als 2640 Millionen Jahre BP
    - Lagerstätte Geita
    - Lagerstätte Bulyanhulu

  - Rio-das-Velhas-Grünsteingürtel des São-Francisco-Kratons in Brasilien – jünger als 2710 Millionen Jahre BP
    - Lagerstätte Morro Velho
- Gold und Uran:
  - Witwatersrand-Becken, Südafrika (mehrere Lagerstätten) – 3074 bis 2714 Millionen Jahre BP
- Chrom, Platin und Palladium:
  - Stillwater-Komplex, Montana – 2700 Millionen Jahre BP

## Magmatismus und Geodynamik
- Baltischer Schild:
  - Entstehung der Kareliden  – 3100 bis 2600 Millionen Jahre BP
    - Lopium-Orogenese in Karelien – 2800 bis 2600 Millionen Jahre BP
- Pilbara-Kraton:
  - Mafischer Gangschwarm um 2772 Millionen Jahren BP
- Glenburgh-Terran (Westaustralien):
  - Krustenbildung an einem vulkanischen Inselbogen – 2730 bis 2600 Millionen Jahre BP
- Kaapvaal-Kraton:
  - Intrusion des Gaborone-Granitkomplexes  in Botswana (Granit vom Rapakiwi-Typus) – 2780,6 ± 1,8 Millionen Jahre BP
  - Kanye Volcanic Formation in Botswana – 2769,3 ± 2,3 Millionen Jahre BP
  - Nordwärts gerichtete Überschiebung von Grünsteingürteln am Nordrand des Kapvaal-Kratons – 2729 ± 19 Millionen Jahre BP
- Kaapvaal-Kraton und Zimbabwe-Kraton:
  - Limpopo-Gürtel
    - Überschiebung der Southern Marginal Zone nach Süden auf den Kaapvaal-Kraton (granulitfazielle Metamorphose) – 2691 ± 7 Millionen Jahre BP
    - Intrusionen syntektonischer Granitoide in der Central Zone – 2664 bis 2572 Millionen Jahre BP
- Dharwar-Kraton in Südindien:
  - Nilgiri-Biligirirangan-Madras-Granulitgürtel mit suprakrustalen Gesteinen – 2800 bis 2600 Millionen Jahre BP
- Wyoming-Kraton:
  - South Pass Greenstone Belt in Wyoming – 2700 bis 2600 Millionen Jahre BP
- Superior-Kraton:
  - Blake River Megacaldera, ein Supervulkan in Ontario/Quebec – 2960 bis 2760 Millionen Jahre BP